# Union Pacific 4000

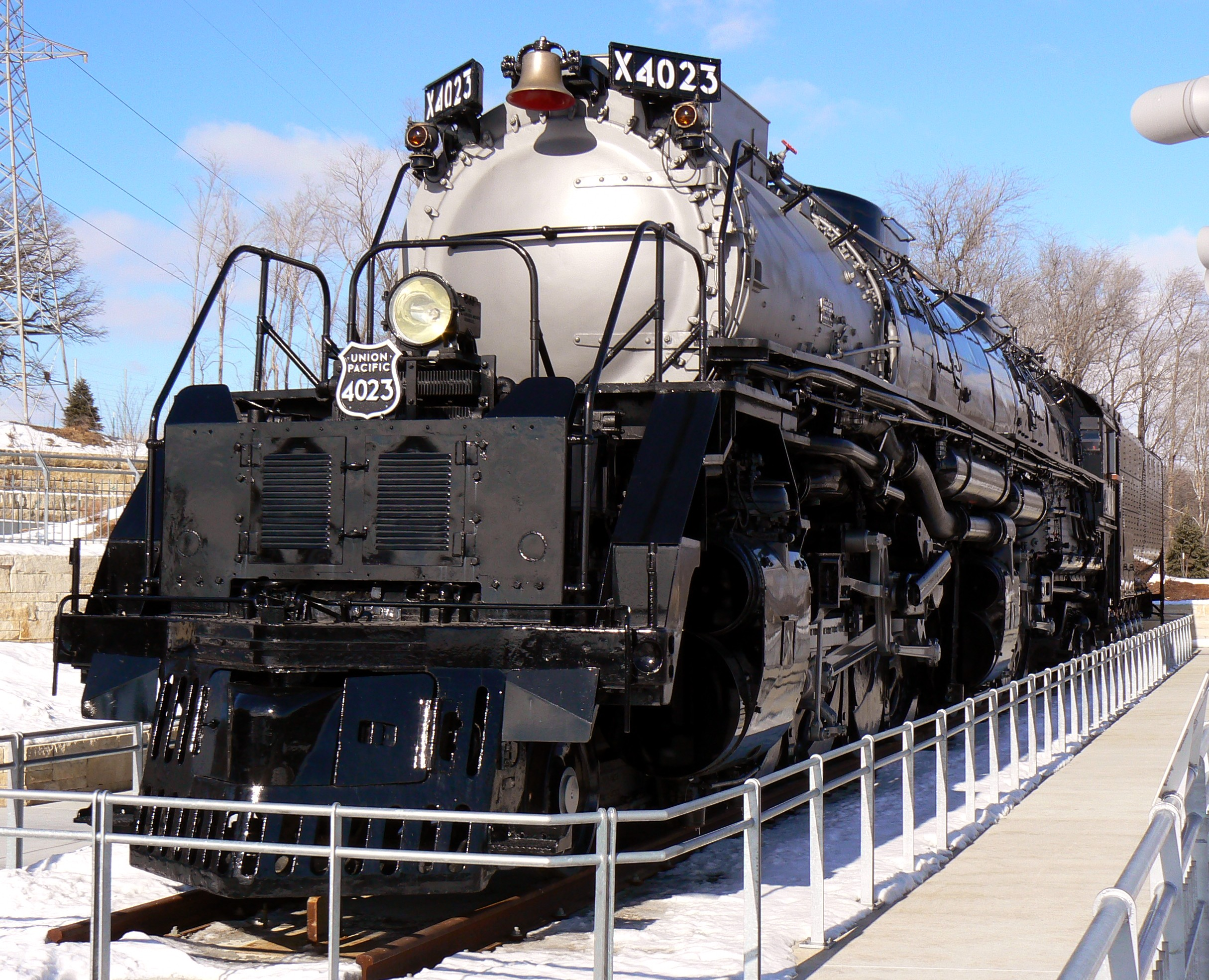
Big Boy #4023 na wystawie w mieście Omaha, Nebraska

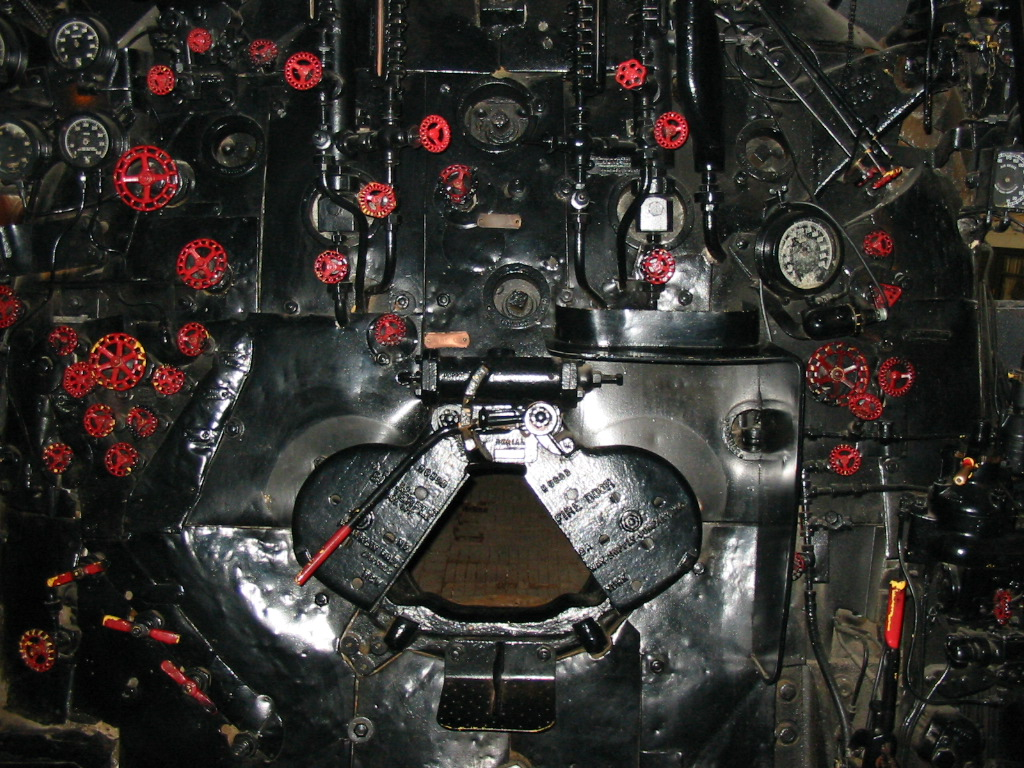
Panel kontrolny egzemplarza 4017 w Narodowym Muzeum Kolejnictwa w Green Bay, Wyoming.

Union Pacific 4000 – amerykańska lokomotywa parowa produkowana w latach 1941–1944 dla przewoźnika Union Pacific Railroad. Wyprodukowano 25 parowozów

## Historia
„Big Boy” był jedyną lokomotywą z układem osi „4-8-8-4” według notacji Whyte’a – oznacza to połączenie dwóch zestawów każdy po osiem kół napędowych i cztery koła toczne – przednie osie toczne zapewniały stabilność pojazdu przy wyższych prędkościach, a tylne – podtrzymywały bardzo duże palenisko, dostosowane do niskiej jakości węgla z Wyoming używanego przez Union Pacific. Tylne osie napędowe i toczne umieszczone były w ostoi parowozu, natomiast przednie – na wychylnej, dodatkowej ramie, co umożliwiało wpisywanie się maszyny w łuki. Wybór takiego układu osi był podyktowany przeznaczeniem parowozu do szybkiego transportu ciężkich składów.
Maszyna powstała jako efekt zapotrzebowania spółki Union Pacific na lokomotywę zdolną transportować ładunek 3300 ton metrycznych po długiej trasie o nachyleniu 1,14% z Wyoming przez góry Wasatch do Utah. W czasie poprzedzającym opracowanie serii 4000 konieczne było korzystanie z lokomotyw pomocniczych pchających skład. Łączenie i rozłączanie jednostek pomocniczych oraz obsadzanie ich załogą zwiększały koszty i spowalniały transport. Nowy parowóz powinien posiadać więc odpowiednią moc i siłę pociągową. Ponadto po pokonaniu ostrego wzniesienia powinien być zdolny do szybkiego przejechania następnych, płaskich odcinków z ciężkim składem przy prędkości około 100 km/h.
Faktycznie, parowozy „Big Boy” zaprojektowane były do stabilnej jazdy z prędkością około 130 km/h, więc konstruktorzy pozostawili duży margines bezpieczeństwa. Union Pacific nie posiadał wcześniej konstrukcji pozwalających na takie osiągi – wyjątkiem może być seria UP 3900 „Challenger” o układzie osi 4-6-6-4, która posłużyła za bazę wyjściową dla projektu serii 4000.
Wszystkie pierwotnie zbudowano jako opalane węglem. Jeden egzemplarz o numerze 4005 dostosowano później na napęd olejem, ale przeróbka okazała się mniej efektywna niż podobne rozwiązania stosowane w parowozach „Challenger”, a jednostkę po krótkim czasie przywrócono do stanu pierwotnego. Często cytowanym przez firmę powodem porażki prób opalania parowozów olejem napędowym było zastosowanie w jednostce pojedynczego palnika, co w połączeniu z względnie dużym paleniskiem powodowało, że ciepło rozchodziło się nierównomiernie i było niewystarczająco duże. Niejasne jest, dlaczego konstruktorzy nie zdecydowali o wprowadzeniu kilku palników.
Podobnie jak w przypadku innych lokomotyw parowych, powojenny wzrost cen węgla i siły roboczej oznaczał koniec lokomotyw Big Boy, nawet jednak w tej sytuacji były one jednymi z ostatnich czynnych parowozów. Lokomotywy kursowały do 1958 roku. Jego podróż skończyła się wczesnym rankiem 21 lipca. Większość parowozów tej linii była utrzymywana w stanie gotowości technicznej do roku 1961, a cztery sztuki nawet do 1962, w mieście Green River w stanie Wyoming.

## Zachowane egzemplarze
Z 25 wyprodukowanych parowozów Big Boy pozostało osiem:
- 4004: Holliday Park, Cheyenne, Wyoming.
- 4005: Forney Transportation Museum, Denver, Kolorado
- 4006: Museum of Transportation, St. Louis, Missouri
- 4012: Steamtown National Historic Site, Scranton, Pensylwania
- 4014: Railway and Locomotive Historical Society, Southern California Chapter, Fairplex, Pomona, Kalifornia
- 4017: National Railroad Museum, Green Bay, Wisconsin
- 4018: Museum of the American Railroad, Dallas, Teksas
- 4023: Kenefick Park, Omaha, Nebraska

Wszystkie egzemplarze oprócz 4005 oraz 4017 przechowywane są na świeżym powietrzu bez ochrony przed negatywnym wpływem warunków atmosferycznych. Egzemplarz 4014 został zachowany z pomocą lokalnego oddziału Towarzystwa Historycznego Kolejnictwa i Lokomotyw (Railway and Locomotive Historical Society). Egzemplarz 4005 stacjonujący w Denver został przeniesiony w styczniu 2001 do świeżo wtedy odnowionego budynku muzeum, gdzie aktualnie prezentowany jest pośród innych eksponatów ze świata kolei oraz stu zabytkowych samochodów. Dzięki szeroko zakrojonej akcji pozyskiwania funduszy oraz wysiłkom ochotników, egzemplarz 4017 wraz z kilkoma innymi ważnymi w historii kolei eksponatami stacjonuje w klimatyzowanej hali w Green Bay.
Większość z lokomotyw Big Boy nie jest w stanie zdatnym do użytku, jednak parowóz nr 4014 został przywrócony do pełnej sprawności i w dniu 4 maja 2019 r. odbył swój inauguracyjny przejazd.

## Dane techniczne
- Długość tendra: 14 325 mm (47 ft)
- Waga tendra w stanie roboczym: ~198 Mg (436 500 lb)